# Ellingen
Ellingen ist eine Stadt im mittelfränkischen Landkreis Weißenburg-Gunzenhausen und der Sitz der Verwaltungsgemeinschaft Ellingen.

## Geografie

### Geografische Lage
Die Stadt liegt in Westmittelfranken nördlich von Weißenburg im Zentrum des Landkreises Weißenburg-Gunzenhausen am Rande der Weißenburger Alb, einem Höhenzug der Fränkischen Alb. Durch den Ort fließt die Schwäbische Rezat, die auf Gemeindegebiet vom Felchbach, dem Himmelreichgraben, dem Mittelbühlgraben, dem Riedgraben, dem Hörleinsgraben, dem Walkershöfer Weihergraben, dem Vorderen Troppelgraben und dem Ottmarsfelder Grabe gespeist wird. Ein weiteres Fließgewässer ist der Störzelbach, ein Nebenfluss der Altmühl. Durch das Stadtgebiet führt die Europäische Hauptwasserscheide, die die Einzugsgebiete von Rhein und Donau voneinander trennt. Südwestlich der Kernstadt liegt der Ellinger Wald. Von diesem Wald und einigen Waldbeständen im Norden abgesehen, liegt das Gebiet der Stadt Ellingen in einer waldlosen Offenlandschaft und ist geprägt von Wiesen, Feldern und Hügeln. Größere Städte in der Umgebung sind Ingolstadt (58 km) und Nürnberg (50 km), Nachbarstädte sind Weißenburg in Bayern (3 km), Treuchtlingen (15 km) und Gunzenhausen (ca. 22 km).
Die Nachbargemeinden sind:
|              | Pleinfeld                                   |           |
| Theilenhofen | Kompassrose, die auf Nachbargemeinden zeigt | Höttingen |
| Alesheim     | Weißenburg in Bayern                        |           |

### Gemeindegliederung

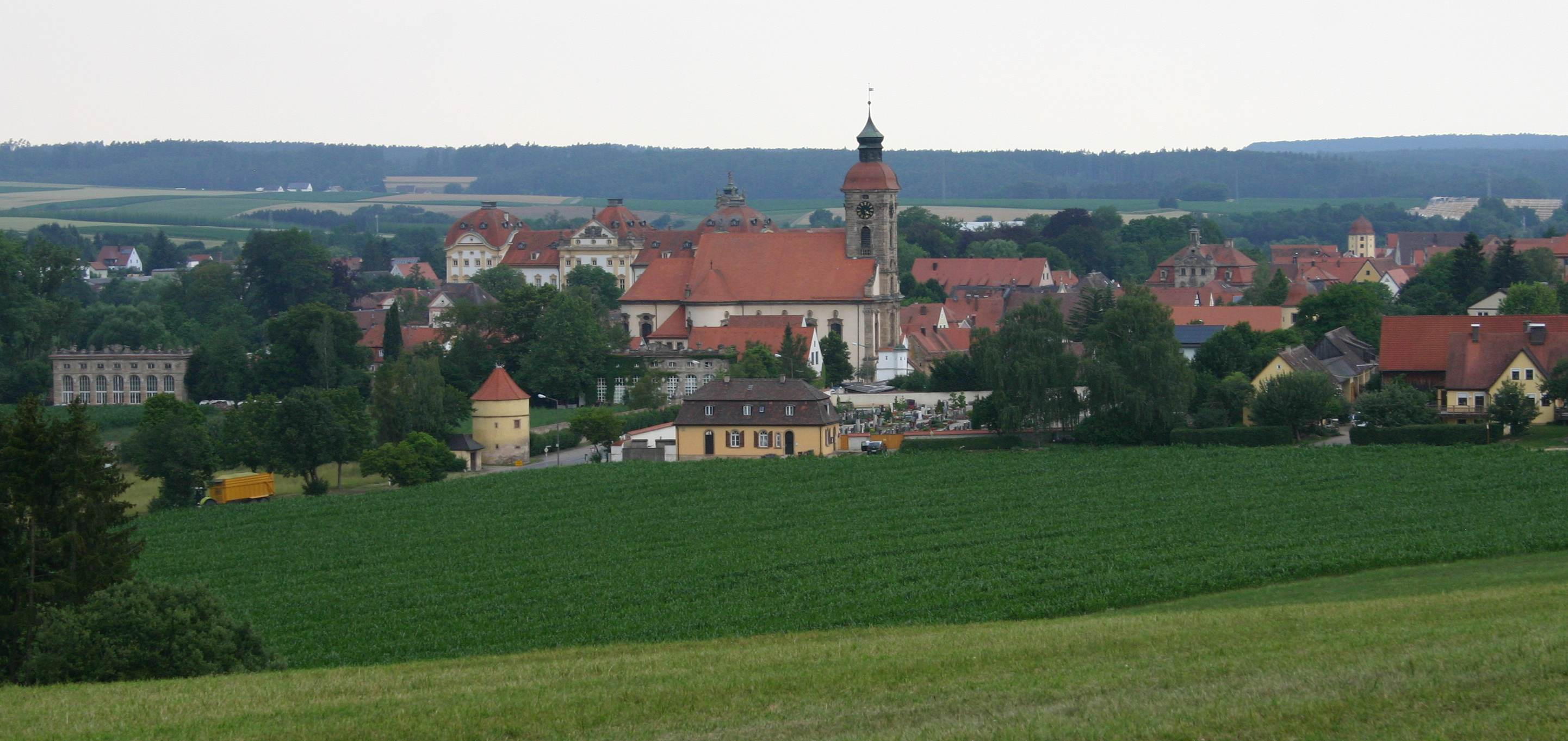
Stadtansicht von Süden

Es gibt 11 Gemeindeteile (in Klammern ist der Siedlungstyp angegeben):
- Bräumühle (Einöde)
- Ellingen (Hauptort)
- Hörlbach (Kirchdorf)
- Karlshof (Weiler)
- Lauterbrunnmühle (Einöde)
- Massenbach (Dorf)
- Sommerkeller (Einöde)
- Stopfenheim (Pfarrdorf)
- Tiefenbach (Weiler)
- Walkershöfe (Weiler)
- Zollmühle (Einöde)

Die Einöde Kammhof zählt zum Gemeindeteil Karlshof.
Auf dem Gemeindegebiet gibt es die Gemarkungen Ellingen, Massenbach und Stopfenheim. Die Gemarkung Ellingen hat eine Fläche von 13,032 km². Sie ist in 2116 Flurstücke aufgeteilt, die eine durchschnittliche Flurstücksfläche von 6158,78 m² haben. In ihr liegen neben dem namensgebenden Ort die Gemeindeteile Bräumühle, Karlshof, Lauterbrunnmühle, Sommerkeller, Walkershöfe und Zollmühle.

### Geologie

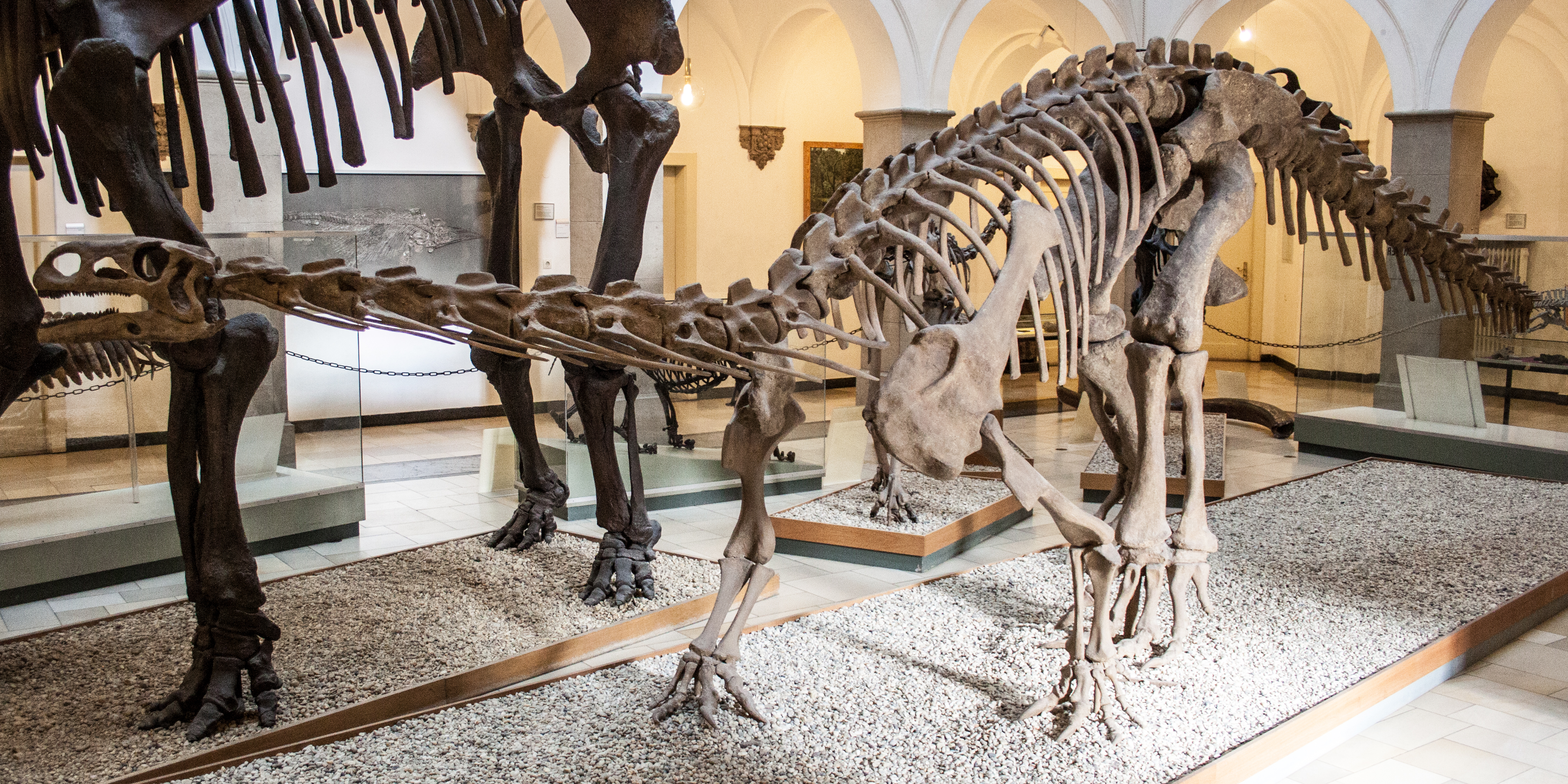
Skelettrekonstruktion der Plateosaurus Fossilien von Ellingen, Paläontologisches Museum München.

Vor Millionen von Jahren lag Ellingen am Rand des ehemaligen Jurameeres, dem der Landkreis Weißenburg-Gunzenhausen seine bedeutende Solnhofener- und Juramarmorindustrie verdankt. Im mittleren Keuper kam eine der bekanntesten und häufigsten Dinosaurierarten Mitteleuropas vor: Plateosaurus engelhardti, ein früher Vertreter der Sauropodomorpha, von dem es in Ellingen eine bedeutende Fundstelle gibt.

## Geschichte

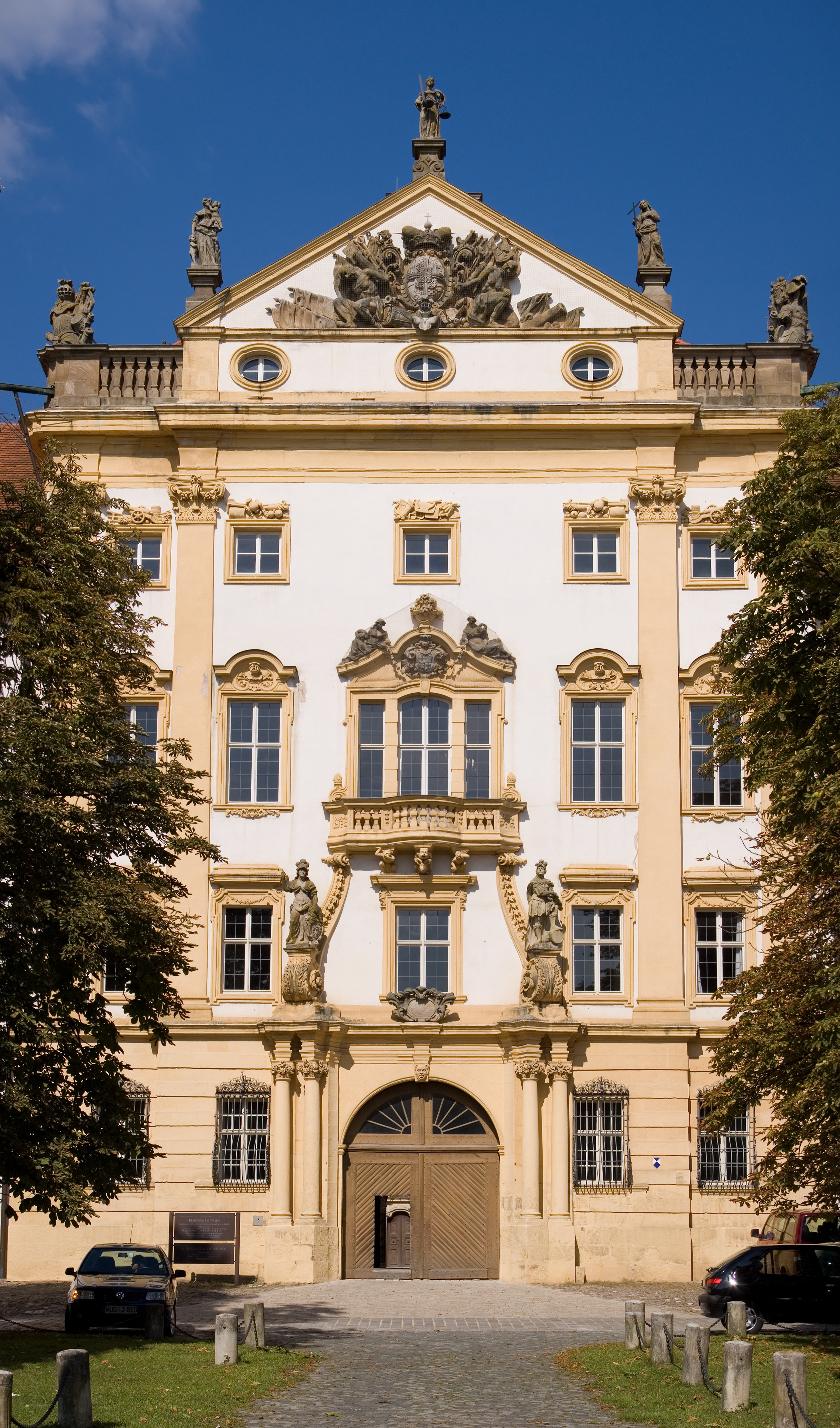
Eingangsfront der Residenz Ellingen

Der Ellinger Raum war bereits zur Zeit der Kelten besiedelt, was Funde von keltischen Siedlungsresten, Ringwällen und Hügelgräbern im Südosten der Stadt belegen. Etwa 2,5 Kilometer nördlich des Kernorts verlief auf der heutigen Gemarkung Ellingens zur Römerzeit der Rätische Limes, von dem heute noch das Kastell Ellingen (Sablonetum) erhalten ist.
Erstmals urkundlich erwähnt wurde „Elling“ am 1. Mai des Jahres 899 n. Chr. Die Entstehungsgeschichte Ellingens ist eng mit dem Hospital verbunden, das Walter von Ellingen und seine Frau Kunigunde gründeten. Der Deutsche Orden erhielt das Hospital 1216 als Lehen, daraufhin wurde Ellingen Sitz des Landkomturs der Ballei Franken. Am 14. März 1378 erteilte Karl IV. das Recht der Befestigung, das er auf den Einspruch von Weißenburg zehn Tage später wieder zurückzog. Erst im 17. Jahrhundert kam es zur massiven Ummauerung: 1609 wurde das Weißenburger Tor und 1660 das Pleinfelder Tor fertiggestellt.
1368 fiel das Gebiet um Ellingen und Gunzenhausen an die Burggrafschaft Nürnberg, aus der sich später die Markgrafschaft Ansbach herauslöste. In Ellingen wurden 1575 bis 1629 Hexenverfolgungen durchgeführt: 62 Frauen und ein Mann gerieten in Hexenprozesse, eine Frau starb in der Haft, alle anderen wurden hingerichtet. Karl Heinrich von Hornstein, der am 15. Mai 1689 in Ellingen in den Deutschen Orden aufgeschworen wurde, errichtete Ende des 17. Jahrhunderts wesentliche Teile der Residenz Ellingen, die Stadtpfarrkirche St. Georg und weitere barocke Bauwerke in der Stadt. 1796 besetzte Preußen die Stadt und beendete damit die Herrschaft des Deutschen Ordens über Ellingen und die Region. Nach der Auflösung des Heiligen Römischen Reichs Deutscher Nation durch Napoleon 1806 kam Ellingen wie andere Teile Frankens zum Königreich Bayern. In der Zeit von 1815 bis 1840 bestand das Herrschaftsgericht Ellingen. 1815 wurde das Schloss Ellingen die Residenz des Fürsten von Wrede, Carl Philipp von Wrede. In dieser Lehensurkunde wurde Ellingen erstmals als Stadt erwähnt. Innerhalb der Schlossanlage befindet sich eine 1690 urkundlich erstmals erwähnte, noch heute aktive Schlossbrauerei.
Am 23. Februar 1945 wurde der Ortskern von Ellingen von zwei Staffeln der US-Luftwaffe angegriffen. Dabei wurden Bomben mit einem Gesamtgewicht von 70 Tonnen abgeworfen. Einige Bürgerhäuser, das Pfarrhaus und Teile des Schlossgartens wurden vollständig zerstört, das Rathaus, das Weißenburger Tor und die Pfarrkirche St. Georg erheblich beschädigt. Das Schloss selbst und die Schlosskirche blieben dagegen unversehrt. Das eigentliche Ziel der Angreifer – Bamberg – war an diesem Tag von Wolken bedeckt, so dass die Piloten willkürlich einen vermeintlichen Transportknotenpunkt als Ziel für ihre Bomben auswählten. Sie waren angeblich der Annahme, eine Autobahn würde mitten durch den Ort führen.

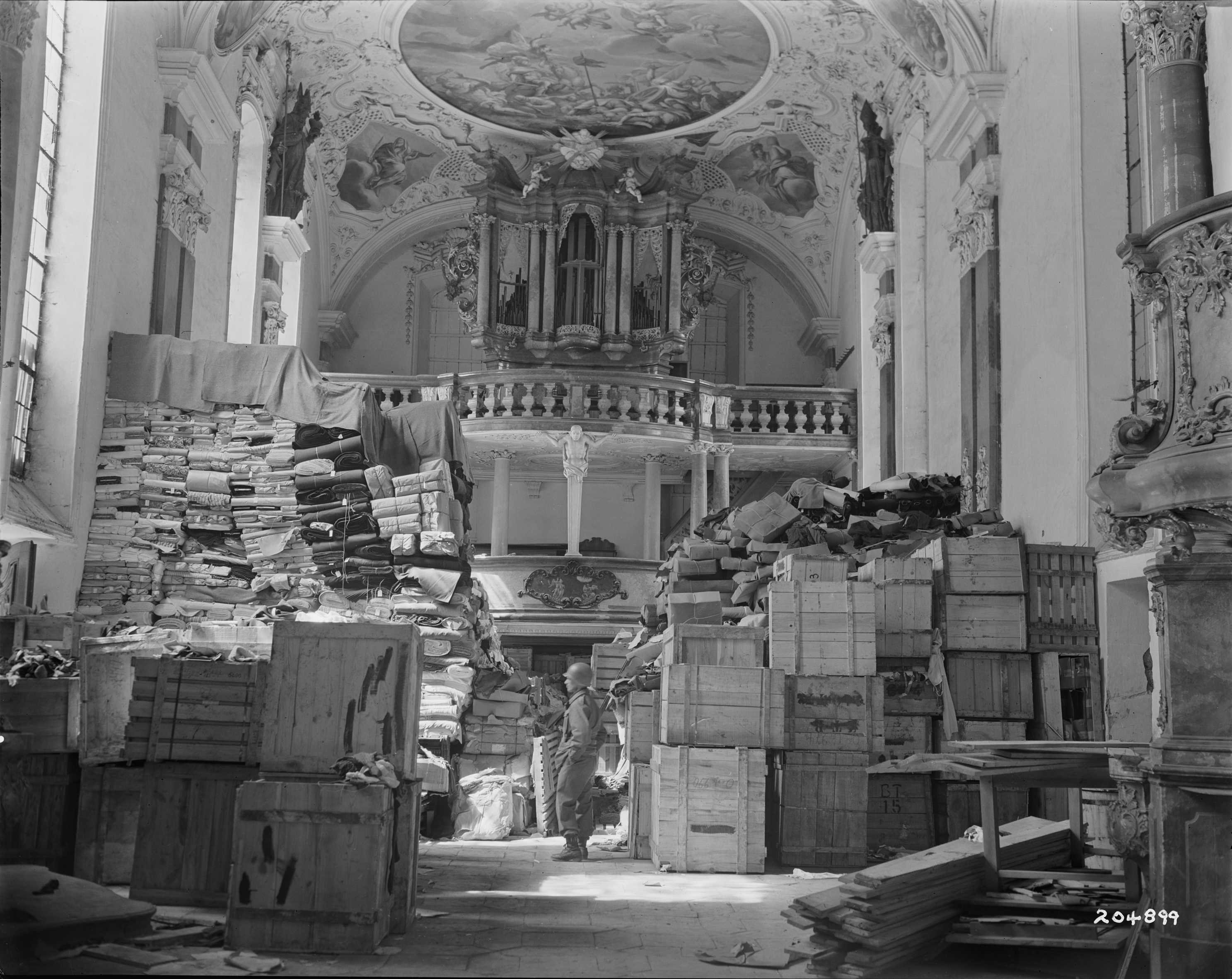
In der beschädigten Schlosskirche fanden am 24. April 1945 US-Soldaten ein Warenlager der Nazis

Als im April 1945 die 3. US-Armee in den Ort kam, entdeckten Soldaten in der Schlosskirche ein großes Warenlager von Stoffen und weiteren Gebrauchsgegenständen. Es sollen auch Bestände von Raubkunst dabei gewesen sein.
Am 1. Juli 1971 wurde die Gemeinde Massenbach mit ihrem Gemeindeteil Hörlbach im Rahmen der Gemeindegebietsreform in Bayern eingegliedert. Am 1. Januar 1972 kam der Gemeindeteil Tiefenbach der aufgelösten Gemeinde Dorsbrunn hinzu. Stopfenheim folgte am 1. Juli 1972.

## Politik

### Stadtrat
Die Sitzverteilung im Stadtrat nach den letzten Kommunalwahlen:
|      | CSU | SPD | FW |
| ---- | --- | --- | -- |
| 2020 | 7   | 5   | 4  |
| 2014 | 6   | 7   | 3  |
| 2008 | 6   | 6   | 4  |

Matthias Obernöder (CSU) wurde 2020 mit 54,0 % der Stimmen als Nachfolger von Walter Hasl (SPD) zum Ersten Bürgermeister gewählt.

### Wappen
Die Wappenbeschreibung lautet: In Blau ein silberner Mittelschild, darin ein schwebendes blaues Andreaskreuz.

### Städtepartnerschaften
- Hohenberg-Krusemark in Sachsen-Anhalt ist Partnergemeinde (1989 nach der Grenzöffnung von den Freiwilligen Feuerwehren Groß Ellingen und Ellingen initiiert)
- Des Weiteren besteht eine durch die TSG 1893 Ellingen mitinitiierte Partnerschaft mit der Gemeinde Straßenhaus in Rheinland-Pfalz und deren Ortsteil Ellingen.

### Patenschaft
1973 wurde eine Patenschaft für die vertriebenen Sudetendeutschen aus der Gemeinde Tellnitz im ehemaligen Landkreis Aussig übernommen.

## Kultur und Sehenswürdigkeiten

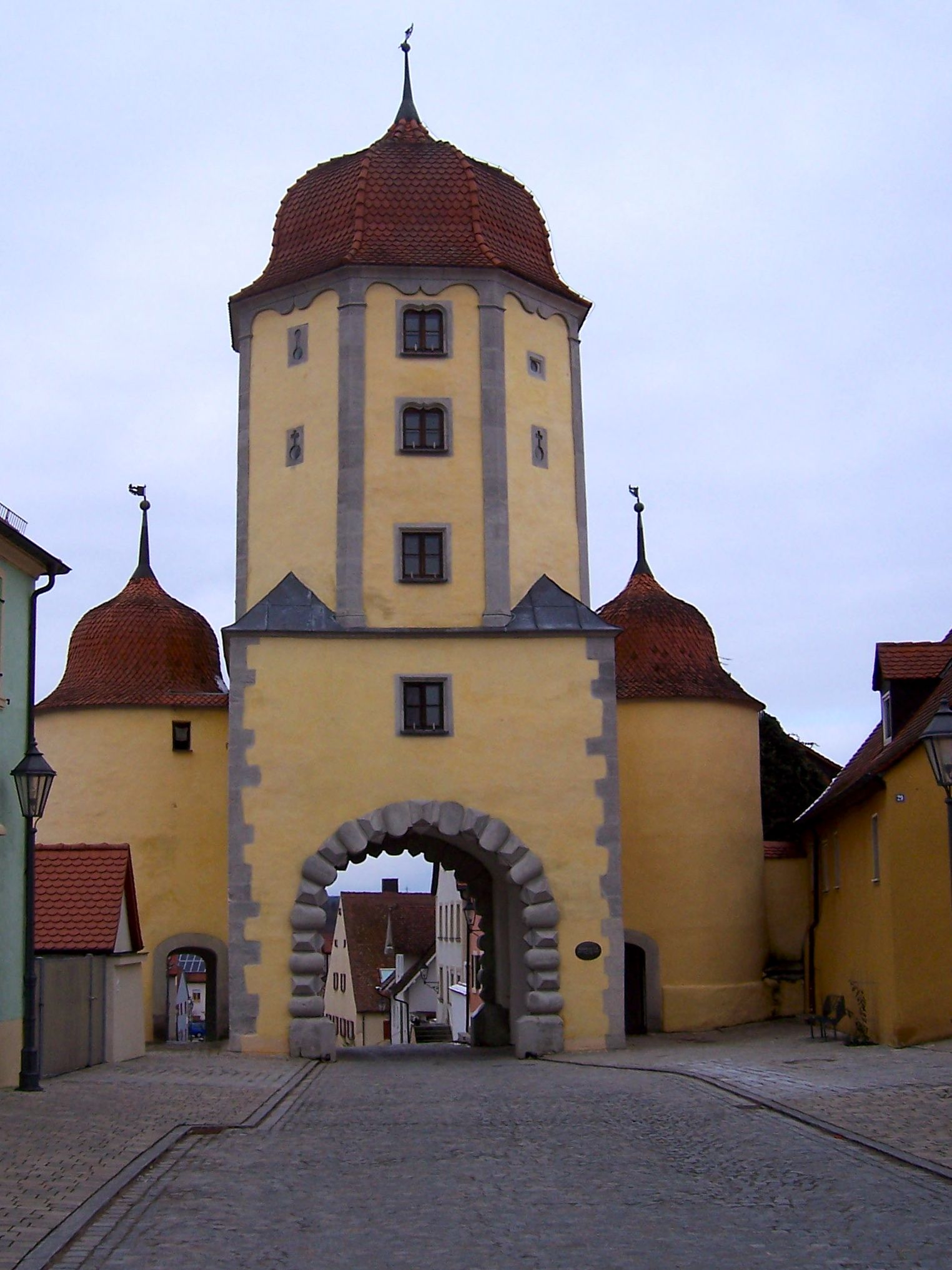
Pleinfelder Tor

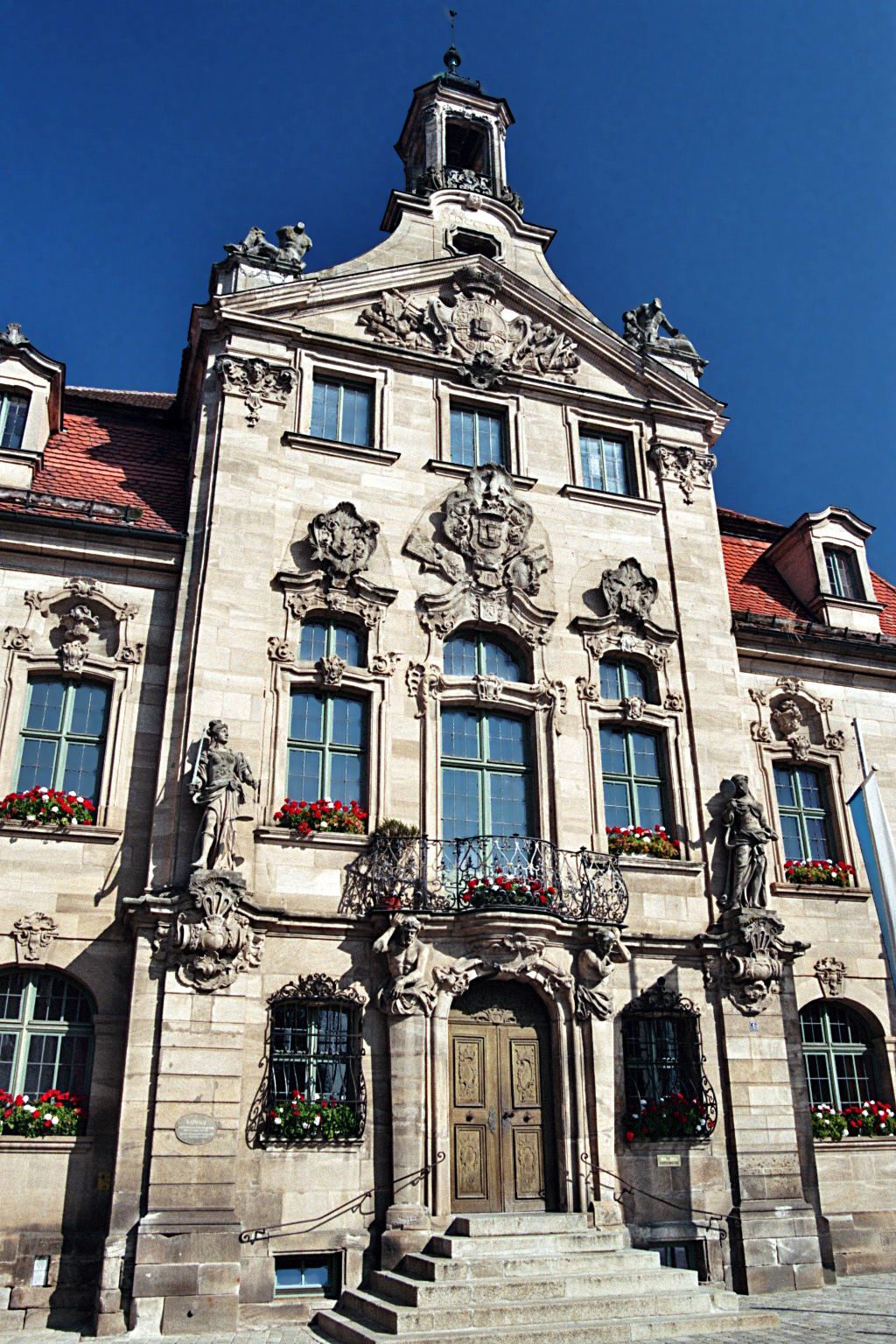
Rathaus

### Bauwerke
Das Stadtbild ist maßgeblich durch das Wirken des Deutschen Ordens geprägt und zeigt die stilistische Geschlossenheit einer kleinen Barockresidenz. Die Akzente setzen Schloss, Rathaus und Pfarrkirche. Der Barockstil findet seinen Widerklang in den Bürgerhäusern ganz besonders in der Neuen Gasse, die ab 1749 unter der Leitung von Matthias Binder angelegt wurde.
Im Ellinger Barockrundweg sind wichtige Gebäude aus der Vergangenheit zusammengefasst, darunter die Residenz Ellingen sowie der zugehörige Schlosspark, das Rathaus, das Pleinfelder Tor, das ehemalige Franziskanerkloster, die katholische Pfarrkirche St. Georg, die Maximilianskirche, die Orangerien im Hofgarten, die Heiligenbrücke und die Johannesbrücke. Sehenswert sind weiterhin das römische Kastell Ellingen, der Kolpingturm, die evangelische Christuskirche und die Spitalkirche. Die Prunkräume in der Residenz, das Kulturzentrum Ostpreußen und das Spielzeug- und Bauernmöbelmuseum im Pleinfelder Tor können besichtigt werden.

### Vereine
In der Stadt und den Stadtteilen existieren zahlreiche Vereine, wie die Deutschordenskapelle, der Posaunenchor Ellingen-Hörlbach, die Singgemeinschaft Stopfenheim, der Gesangverein Harmonie, der Golfclub Zollmühle, die TSG 1893 Ellingen, der UFC Ellingen 1992, die Soldaten-, Krieger- und Reservistenkameradschaft Stopfenheim, die DJK Stopfenheim 1956 und die Schützengesellschaft Eintracht Germania Ellingen.

### Regelmäßige Veranstaltungen

Faschingsumzug in Ellingen 2007

Jeweils am Faschingsdienstag findet nachmittags ein Faschingsumzug statt, der einige Tausend Zuschauer anlockt. Jährliche Faschingsbälle werden von der Karnevalsgesellschaft (KaGe) Ellingen veranstaltet.

## Öffentliche Einrichtungen
An öffentlichen Einrichtungen sind die Volksschule Ellingen sowie das Altenheim St. Elisabeth vorhanden. Das Altenheim wurde erstmals in einer Urkunde vom 11. Dezember 1212 erwähnt. 1216 schenkte König Friedrich II. das Spital dem Deutschen Orden. Der heutige Altbau wurde um 1705 anstelle eines Vorgängerbaues errichtet und 1753 erweitert, am 18. November 1818 übernahm die Stadt Ellingen die Spitalstiftung. Von 1859 bis 1996 waren die Schwestern der armen Franziskanerinnen vom Kloster Mallersdorf die Stütze des Altenheims, die die am 20. Oktober 1882 gegründete „Kinderbewahranstalt“, den heutigen Kindergarten, bis August 1996 leiteten.

## Verkehr
Die Bundesstraße 2 und die Bundesstraße 13 trafen sich früher mitten in der Stadt vor dem Rathaus. Seit 1979 führt die B 2 im Westen der Stadt vorbei. Zwischen Ellingen-Mitte und Ellingen-Nord ist sie dreispurig und zwischen Weißenburg-Nord und Ellingen-Mitte vierspurig ausgebaut. In Ellingen-Mitte zweigt die B 13 Richtung Gunzenhausen ab. Die Stadt besitzt einen Haltepunkt an der Bahnstrecke Treuchtlingen–Nürnberg. Der öffentliche Personennahverkehr wird durch den Verkehrsverbund Großraum Nürnberg sichergestellt.
Durch die Stadt verläuft der Deutsche Limes-Radweg. Er folgt dem Obergermanisch-Raetischen Limes über 818 km von Bad Hönningen am Rhein nach Regensburg an der Donau.
Die Deutsche Limes-Straße verläuft auf der Schnellstraße am Ortskern vorbei.
Der Limeswanderweg führt ebenfalls durch Ellingen.

## Persönlichkeiten
- Anton Peter von Rummel (1771–1863), württembergischer Regierungspräsident und Landtagsabgeordneter
- Jacob von Roeser (1799–1862), Leibarzt und Reisender.
- Gottfried von Feder (1806–1892), Regierungspräsident und Reichstagsabgeordneter
- Eitel Klein (1906–1990), Maler und Grafiker aus Hörlbach